# Antonio Carlos Pereira Junior
Antonio Carlos Pereira Junior (Juiz de Fora, 5 de maio de 1940 – 4 de novembro de 2000) foi um médico brasileiro.
Graduado em medicina pela Faculdade Nacional de Medicina da Universidade do Brasil (atual UFRJ) em 1963. Foi eleito membro da Academia Nacional de Medicina em 1991, sucedendo José Carvalho Ferreira na Cadeira 60, que tem Nuno Ferreira de Andrade como patrono.